# Путинцы
Путинцы (серб. Путинци, Putinci) — посёлок в муниципалитете Рума, в Сремском округе, Сербия. 

## Демография
Согласно переписи 2011 года было 2745 жителей. Средний возраст составляет 40,6 года (39,4 года у мужчин и 41,8 года у женщин). В посёлке 1065 домашних хозяйств.
Поселение в значительной степени населено сербами (95% согласно переписи 2002 года).
| График изменения численности населения в 20 веке" \| \| | Шаблон:Перепись |
|                                                         |                 |